# 인프라블록체인
인프라블록체인은 블록체인랩스가 개발한 자체 가상화폐 없는 퍼블릭 블록체인 서비스이다.
EOSIO 소프트웨어를 기반으로 개발됐다.  사용자 및 서비스 토큰으로 트랜잭션 수수료를 낼 수 있도록 설계된 것이 가장 큰 특징인데, 이는 곧 블록체인 네트워크에서 자체 발행한 가상화폐(Native Cryptocurrency)가 없다는 의미이다.
정부기관이나 기업은 Native Cryptocurrency가 있는 기존의 퍼블릭 블록체인을 수용하기 어렵다. 왜냐면 서비스 대상인 국민들이나 서비스 이용자들에게 비트코인이나 이더리움 같은 Native Cryptocurrency 보유를 강제할 수 없기 때문이다. 아니면 서비스 제공 기업/기관이 사용자에게 Native Cryptocurrency 트랜잭션 수수료를 대납할 수도 있는데, 이것도 높은 가격 변동성때문에 현실적으로 불가능한 시나리오다.
인프라블록체인은 이러한 문제를 해결하기 위해 Native Cryptocurrency를 가지고 있지 않고, 별도의 ICO도 하지 않았으며 독자적인 합의 알고리즘(Proof of Transaction), 대규모 서비스를 위한 트랜잭션 처리 기술들을 개발해왔다.
인프라블록체인은 이러한 기술적 우위를 바탕으로 코로나19 당시 전 국민을 대상으로 한 세계 최초 백신패스 쿠브(COOV) 보관됨 2022-11-07 - 웨이백 머신를 보건복지부, 질병청에 제공하였다.
점심 시간에 식당에서 쿠브(COOV) 백신패스 인증이 실시간으로 대규모 트래픽이 일어났음도 불구하고 블록체인 네트워크를 큰 문제없이 안정적으로 운영했다는 평가를 받고 있다.
이는 비트코인이나 이더리움같이 처리 속도가 느린 퍼블릭 블록체인에서는 절대 구현할 수 없는 시나리오이다. 사실상 블록체인을 전 국민 대상으로 실제 대규모 서비스를 한 세계 최초의 사례이다.
인프라블록체인은 기업, 정부기관이 블록체인 기반 서비스를 쉽게 개발할 수 있도록 클라우드형 블록체인 서비스 개발 플랫폼도 제공한다.

## 기능 및 특징
EOSIO 소프트웨어를 기반으로 한 블록체인이기 때문에 기본적인 기능은 EOSIO와 유사하지만 인프라블록체인 에만 있는 고유한 특징이 있다.
- Proof-of-Transaction (PoT)

인프라블록체인의 블록생성자들은 Transaction-as-a-Vote(TaaV) 매커니즘을 이용한 Proof-of-Transaction(PoT) 합의방식을 통해서 선출된다.
- 자체 암호화폐가 없는 블록체인

이더리움의 경우 스마트컨트랙트로 구현된 사용자 토큰과 시스템 내에서 사용하기 위한 토큰이 완전히 구분되어 있다. 인프라블록체인에서는 표준 인터페이스를 구현한 사용자 토큰이라면 어떠한 토큰이라도 블록생성자들의 합의에 의해 트랜잭션 수수료 토큰으로 선택되어 사용될 수 있다.
- 익명 트랜잭션

인프라블록체인은 One-Time Stealth Address, 영지식 증명 등의 기술을 활용하여 서비스에 따라 선택적으로 익명 트랜잭션을 처리할 수 있도록 하며 이는 소액 토큰 전송 및 전자투표 기능에 활용할 수 있다.

## 제품 및 서비스
인프라블록체인 서비스(InfraBlockchain Web3 Services)는 기업, 정부기관이 블록체인 개발자를 보유하고 있지 않아도 클라우드를 통해 쉽게 블록체인 네트워크를 구성하고 애플리케이션을 개발할 수 있도록 모든 개발 도구, 리소스를 제공하는 서비스이다.

### InfraBlockchain Nodes
인프라블록체인 블록생성자를 위한 Block Producer Node, 서비스 제공자들을 위한 API 및 Full History Node를 콘솔을 통해 간편하게 생성하고 운영할 수 있는 제품이다.

### Infra Digital Certificate
모든 유형의 증명서를 디지털로 전환하여 사용할 수 있도록 하는 제품이다. 사용자 기기에서 생성한 블록체인 ID (W3C 웹 표준 Decentralized Identity)에 신뢰기관이 자격증명 (Verifiable Credentials)을 발급하고 QR 한번으로 손쉽게 증명서 제출 및 검증이 가능하도록 한다.

### Infra Secure Records
유무현 자산에 대한 모든 데이터 변경 사항에 대해 추적, 감시할 수 있는 블록체인 기반 관리형 데이터베이스 서비스를 제공한다.

### Infra Personal Web Nodes
중앙 서버 중심 웹 구조에서 벗어나 사용자가 ID, 데이터 소유권을 가지며 특정 서비스 플랫폼에 종속 되지 않는 환경에서 여러 서비스를 이용할 수 있도록 Personal Web Nodes를 생성 및 운용할 수 있도록 하는 서비스를 제공한다.

### Infra Secure Votes
익명 블록체인 트랜잭션을 통해 전체 투표수와 투표 과정 무결성을 보장하고 투표 주관기관, 신원인증 기관도 개개인의 투표 내역을 알 수 없는 블록체인 투표 시스템을 제공한다.

### Infra Secure Storage
Content-based Addressing을 통해 데이터 위변조를 방지하고 탈중앙화 네트워크에 데이터를 저장할 수 있는 분산 파일 스토리지 서비스를 제공한다.

### Infra Tokenization
FT (Fungible Token)와 NFT(Non-Fungible Token)를 인프라블록체인에 발행 및 운영할 수 있는 관리형 서비스를 제공한다.